# Bell 360
Der Bell 360 Invictus war ein im Entwicklungsstadium befindlicher leichter Aufklärungs- und Kampfhubschrauber des US-amerikanischen Herstellers Bell Helicopter. Das Modell wurde für das FARA-Programm („Future Attack Reconnaissance Aircraft“) entwickelt, welches Teil des FVL-Programmes („Future Vertical Lift“) der U.S. Army war.

## Entwicklung
Bell stellte das Modell 360 Invictus auf der AUSA-Militärmesse am 2. Oktober 2019 vor. Der Hubschrauber ist für das FARA-Programm entworfen worden und soll ab 2028 den OH-58D „Kiowa Warrior“ ersetzen. Im Gegensatz zu den teilweise relativ futuristischen Konkurrenz-Entwürfen von AVX Aircraft, Boeing, Karem Aircraft und Sikorsky ist der Bell 360 relativ konventionell ausgelegt. Hintergrund ist, dass Bell für das FARA-Programm auf einen Ansatz mit „bewährten, risikoarmen Technologien“ und fortschrittlichen Entwurfs- und Fertigungsprozessen setzt, um eine kosteneffektive Lösung zu erreichen. Weitere Merkmale des Invictus sind Hilfsflügel, Fly-by-Wire-Steuerung und interne Waffenschächte. 
Das FARA-Programm wurde am 8. Februar 2024 abgebrochen.

## Technische Daten
| Kenngröße             | Daten                 |
| --------------------- | --------------------- |
| Besatzung             | 2                     |
| Länge                 | m                     |
| Rotordurchmesser      | m                     |
| Höhe                  | m                     |
| Nutzlast              | 635 kg                |
| Leermasse             | kg                    |
| max. Startmasse       | kg                    |
| Höchstgeschwindigkeit | über 340 km/h         |
| Dienstgipfelhöhe      | m                     |
| Reichweite            | über 250 km           |
| Triebwerke            | General Electric T901 |
| Leistung              |                       |